# Horst Skoff
Horst Skoff (ur. 22 sierpnia 1968 w Klagenfurcie, zm. 7 czerwca 2008 w Hamburgu) – austriacki tenisista, reprezentant w Pucharze Davisa, olimpijczyk z Seulu (1988) i Barcelony (1992).
Przez pewien czas pozostawał prywatnie związany z modelką Ullą Weigestorfer, zwyciężczynią konkursu Miss World. Zmarł 7 czerwca 2008 roku w Hamburgu w wieku niespełna 40 lat. Początkowo poinformowano, że przyczyną śmierci był atak serca, lecz obrażenia twarzy oraz miejsce odnalezienia zwłok stały się przyczyną wszczęcia procedury sekcji zwłok.

## Kariera tenisowa
Skoff rozpoczął karierę zawodową w 1985 roku i już w kolejnym sezonie zanotował znaczące sukcesy na kortach ziemnych, dochodząc do półfinału turnieju ATP World Tour w Barcelonie i triumfując w dwóch imprezach ATP Challenger Tour (w Dortmundzie i Chartres). Pozwoliło mu to w sierpniu 1986 znaleźć się po raz pierwszy w najlepszej setce rankingu światowego. W sezonie 1987 był w półfinale turnieju w Monte Carlo, eliminując m.in. Yannicka Noaha i Andrésa Gómeza.
Pierwsze zwycięstwo turniejowe w głównym cyklu rozgrywkowym Skoff odniósł w roku 1988, kiedy w finale w Atenach pokonał Bruna Orešara. Jesienią tegoż roku wygrał też halowe zawody w Wiedniu, pokonując od ćwierćfinału kolejno 3 graczy z pierwszej dwudziestki na świecie – Jonasa Svenssona, Andrieja Czesnokowa i w meczu decydującym o tytule Thomasa Mustera 4:6, 6:3, 6:4, 6:2. Przez kolejne 20 lat żadnemu Austriakowi nie udało się powtórzyć wygranej w wiedeńskiej hali.
Sukcesy z 1989, a były to przede wszystkim 3 finały turniejowe na ziemi, pozwoliły Skoffowi znaleźć się na koniec sezonu na najwyższym rankingowym miejscu w karierze – 18. Najważniejszym osiągnięciem z tegoż roku był finał w Hamburgu, w którym Austriak nie sprostał ówczesnmu liderowi światowego tenisa Ivanowi Lendlowi. W półfinale Skoff pokonał wicelidera rankingu Borisa Beckera. W finale we Florencji w 1989 Skoff uległ Marcelo Filippiniemu, a w finale w Barcelonie przegrał z Andrésem Gomezem, we wcześniejszych rundach eliminując m.in. Thomasa Mustera i Alberta Mancini'ego.
W 1990 roku Skoff zwyciężył w Genewie, po finale z Sergim Bruguerą. Został także finalistą w Wiedniu, ponosząc porażkę z Andersem Järrydem. W latach 1991–1992 pozostawał bez turniejowych zwycięstw, chociaż w 1991 doszedł do półfinału w Monte Carlo, notując zwycięstwa z Andre Agassim i Jonasem Svenssonem oraz w tym samym roku uległ w dwóch finałach Thomasowi Musterowi – we Florencji i w Genewie.
Nieco słabsze wyniki osiągane w rozgrywkach zawodowych skutkowały stopniowym obsuwaniem się Skoffa w rankingu, chociaż praktycznie nie opuszczał on pierwszej setki. Jeszcze raz znacząco awansował w klasyfikacji w 1993 roku, kiedy wygrał swój 4 turniej, tym razem Båstad pokonując w finale Ronalda Agénora. Rok później w obronie tytułu doszedł w Båstad do finału, ale tym razem lepszy okazał się Bernd Karbacher. W tymże sezonie (1994) Skoff częściej startował w zawodach ATP Challenger Tour, wygrywając m.in. w Poznaniu (po finale z Christianem Miniussim). Po 1995 grał wyłącznie w turniejach ATP Challenger Tour i ITF Men's Circuit, by w roku 1999 ostatecznie zakończyć zawodową karierę.
Jako deblista Skoff wygrał 2 turnieje. W sezonie 1986, mając za partnera Loïca Courteau, triumfował w Buenos Aires, a 3 lata później wygrał w Pradze wspólnie z Jordim Arrese'em. Z 4 różnymi partnerami Skoff zanotował ponadto 4 turniejowe finały. We wrześniu 1989 znalazł się na 70. miejscu rankingu światowego gry podwójnej.
W latach 1986–1994 wystąpił w 39 pojedynkach (w tym 5 deblowych), notując w grze pojedynczej bilans 21 wygranych i 13 porażek. W 1989 przyczynił się do awansu Austriaków do ćwierćfinału Pucharu Davisa, pokonując Australijczyków Pata Casha i Marka Woodforde'a. W meczu ćwierćfinałowym odniósł swoje jedno z ważniejszych zwycięstw, pokonując lidera rankingu światowego Matsa Wilandera, po ponad 6–godzinnym spotkaniu (6:7, 7:6, 1:6, 6:4, 9:7). Był to najdłuższy pojedynek w Pucharze Davisa od czasu wprowadzenia do tych rozgrywek tie-breaka. Sukces Skoffa nie wystarczył Austrii do awansu, gdyż komplet punktów (2 singlowe i deblowy) uzyskał dla rywali Stefan Edberg, który pokonał Skoffa 6:3, 6:2, 6:1. Rok później Austria, ze Skoffem w składzie, osiągnęła półfinał Pucharu Davisa, a Skoff pokonał w tymże roku m.in. Hiszpana Sergiego Bruguerę oraz Włochów Diega Nargisa i Claudia Pistolesiego. W spotkaniu półfinałowym ze Stanami Zjednoczonymi Skoff przegrał zarówno z Andre Agassim, jak i Michaelem Changiem, ale z tym ostatnim dopiero w pojedynku pięciosetowym, rozgrywanym z powodu zapadających ciemności przez 2 dni, i to po początkowym prowadzeniu 2:0 w setach.
Dwukrotnie Skoff uczestniczył w igrzyskach olimpijskich. W obu przypadkach w grze pojedynczej na jego drodze stawali Szwedzi, w Seulu (1988) wyeliminował go w 1 rundzie Stefan Edberg, a w Barcelonie (1992) Magnus Larsson. W Seulu wystąpił także w deblu, w parze z Alexem Antonitschem, odpadając w 2 rundzie z Hiszpanami Sergiem Casalem i Emiliem Sánchezem.
Horst Skoff, wraz z Thomasem Musterem, Gilbertem Schallerem i Alexandrem Antonitschem, tworzył grupę 4 zawodników, którzy dominowali w austriackim tenisie od przełomu lat 80. po lata 90. XX wieku. Z tego grona najbardziej wyróżniał się Muster, triumfator French Open 1995, ale Skoff był jednym z jego najtrudniejszych przeciwników. Bilans pojedynków dwóch Austriaków wyniósł 6:5 na korzyść Mustera. Skoff wygrał w latach 1988–1991 5 gier z rządu, później ponosząc 6 kolejnych porażek.
Skoff, specjalista gry na kortach ziemnych, swój tenis opierał na regularnej grze z głębi kortu i solidnym bieganiu, któremu towarzyszyło nieodłączne charakterystyczne sapanie. Był praworęczny, operował bekhendem jednoręcznym.
Po zakończeniu kariery zawodniczej, w czasie której zarobił na światowych kortach przeszło półtora miliona dolarów, Skoff pracował m.in. w związku tenisowym Karyntii oraz prowadził własną akademię tenisową w Klagenfurcie.

### Finały w turniejach ATP World Tour
| Legenda                                      |
| -------------------------------------------- |
| Wielki Szlem                                 |
| Igrzyska olimpijskie                         |
| Tennis Masters Cup / ATP Finals              |
| ATP Masters Series / ATP Tour Masters 1000   |
| ATP International Series Gold / ATP Tour 500 |
| ATP International Series / ATP Tour 250      |

#### Gra pojedyncza (4–7)
| Końcowy wynik | Nr | Data                 | Turniej   | Nawierzchnia    | Przeciwnik        | Wynik finału       |
| ------------- | -- | -------------------- | --------- | --------------- | ----------------- | ------------------ |
| Zwycięzca     | 1. | 19 czerwca 1988      | Ateny     | Ceglana         | Bruno Orešar      | 6:3, 2:6, 6:2      |
| Zwycięzca     | 2. | 23 października 1988 | Wiedeń    | Dywanowa (hala) | Thomas Muster     | 4:6, 6:3, 6:4, 6:2 |
| Finalista     | 1. | 14 maja 1989         | Hamburg   | Ceglana         | Ivan Lendl        | 4:6, 1:6, 3:6      |
| Finalista     | 2. | 13 sierpnia 1989     | Praga     | Ceglana         | Marcelo Filippini | 5:7, 6:7           |
| Finalista     | 3. | 24 września 1989     | Barcelona | Ceglana         | Andrés Gómez      | 4:6, 4:6, 2:6      |
| Zwycięzca     | 3. | 16 września 1990     | Genewa    | Ceglana         | Sergi Bruguera    | 7:6, 7:6           |
| Finalista     | 4. | 21 października 1990 | Wiedeń    | Dywanowa (hala) | Anders Järryd     | 3:6, 3:6, 1:6      |
| Finalista     | 5. | 16 czerwca 1991      | Florencja | Ceglana         | Thomas Muster     | 2:6, 7:6(2), 4:6   |
| Finalista     | 6. | 15 września 1991     | Genewa    | Ceglana         | Thomas Muster     | 2:6, 4:6           |
| Zwycięzca     | 4. | 11 lipca 1993        | Båstad    | Ceglana         | Ronald Agénor     | 7:5, 1:6, 6:0      |
| Finalista     | 7. | 10 lipca 1994        | Båstad    | Ceglana         | Bernd Karbacher   | 4:6, 3:6           |

#### Gra podwójna (2–4)
| Końcowy wynik | Nr | Data              | Turniej      | Nawierzchnia | Partner           | Przeciwnicy                     | Wynik finału  |
| ------------- | -- | ----------------- | ------------ | ------------ | ----------------- | ------------------------------- | ------------- |
| Zwycięzca     | 1. | 16 listopada 1986 | Buenos Aires | Ceglana      | Loïc Courteau     | Gustavo Luza Gustavo Tiberti    | 3:6, 6:4, 6:3 |
| Finalista     | 1. | 22 maja 1988      | Florencja    | Ceglana      | Claudio Pistolesi | Javier Frana Christian Miniussi | 6:7, 4:6      |
| Finalista     | 2. | 14 sierpnia 1988  | Praga        | Ceglana      | Thomas Muster     | Petr Korda Jaroslav Navrátil    | 5:7, 6:7      |
| Zwycięzca     | 2. | 13 sierpnia 1989  | Praga        | Ceglana      | Jordi Arrese      | Petr Korda Tomáš Šmíd           | 6:4, 6:4      |
| Finalista     | 3. | 22 kwietnia 1990  | Nicea        | Ceglana      | Marcelo Filippini | Alberto Mancini Yannick Noah    | 4:6, 6:7      |
| Finalista     | 4. | 5 sierpnia 1990   | Kitzbühel    | Ceglana      | Francisco Clavet  | Javier Sánchez Éric Winogradsky | 6:7, 2:6      |